# Pałac Karola Poznańskiego
Pałac Karola Poznańskiego – pałac fabrykancki znajdujący się w Łodzi, zbudowany w 1904 roku dla syna Izraela Poznańskiego – Karola.

## Historia i architektura
Pałac, przeznaczony wyłącznie na cele mieszkalne, wybudowany w stylu neorenesansowym (w nawiązaniu architektonicznym elewacji do pałaców florenckich) według projektu Adolfa Zeligsona, miał charakter reprezentacyjny, co podkreślono pełnymi przepychu wnętrzami. Z olbrzymim kunsztem wykonane zostały boazerie z różnogatunkowego drewna, bogato dekorowane stiukowe sufity, marmurowe kominki i meble. W stanie niezmienionym zachowała się wewnętrzna klatka schodowa z wachlarzowymi schodami, wyłożona marmurem, z przepięknym witrażem. Budynek składa się z części frontowej i dwóch skrzydeł bocznych, ustawionych pod kątem prostym. W narożniku umieszczony został ryzalit, przykryty kopułą. Pałac jest oddzielony od ulicy parkanem z maszkaronami oraz literą „P” na tablicach herbowych. Był to pierwszy budynek w Łodzi posiadający centralne ogrzewanie już w fazie projektu.
Obecnie w budynku mieści się Akademia Muzyczna w Łodzi.